# Фрассинетто
Фрассинетто (итал. Frassinetto) — коммуна в Италии, располагается в регионе Пьемонт, в провинции Турин.
Население составляет 287 человек (2008 г.), плотность населения составляет 12 чел./км². Занимает площадь 24 км². Почтовый индекс — 10080. Телефонный код — 0124.
Покровителем коммуны почитается святой апостол Варфоломей, празднование 24 августа.

## Демография
Динамика населения:

## Администрация коммуны
- Официальный сайт: http://www.comune.frassinetto.to.it/